# Sam Touzani
Sam Touzani (1968) is een Belgische acteur, tv-presentator, choreograaf en komiek met Berbers-Marokkaanse roots. Touzani staat bekend als criticus van zowel extreemrechts als het islamisme. Hij is een ex-moslim en heeft vanwege zijn openlijke afvalligheid fatwa's en honderden doodsbedreigingen ontvangen, vooral van moslims.

## Biografie
Touzani's ouders zijn afkomstig uit de Rifstreek in Marokko. Zij kwamen tijdens een migratiegolf in 1964 naar België toe. Toen Touzani op 8-jarige leeftijd met zijn ouders deelnam aan een demonstratie tegen racisme, heeft dat een diepe indruk op hem gemaakt. Hij begon zich sterk te interesseren voor protest, politieke ideologieën, regeringsvormen en mensenrechten. Daarbij had de Belgisch-Marokkaanse opposant Mohammed el Baroudi een belangrijke vormende invloed op hem. Hij koos daarbij voor democratie en dialoog in plaats van gewelddadig verzet.
Hij vond in theater, cabaret en humor een manier om mensen aan het denken te zetten en noodzakelijke discussies over maatschappelijke kwesties op gang te brengen. Hij bestudeerde de filosofie en de psychoanalyse, twee denksystemen die hem zeer religiekritisch maakten en op zijn 19e openlijk afstand deden doen van het islamitisch geloof. Touzani is 'atheïst', 'ex-moslim' en niet-gelovig', maar hij houdt niet van deze termen omdat ze vooral aangeven wat hij niet is, terwijl er veel zaken zijn waar hij wel in gelooft, namelijk 'de mensheid, de natuur en in humane wetten.' Hij is een groot bewonderaar van Richard Dawkins, de redacteurs van Charlie Hebdo (waarvan hij er velen persoonlijk kent/kende), sympathiseert met de Kerk van het Vliegend Spaghettimonster (pastafarisme) en verkondigde in een van zijn shows zijn eigen parodiereligie, het touzanisme.
Touzani mengt zich vaak in het publieke debat en bestrijdt daarbij zowel rechtsextremisten (waartoe hij het Vlaams Belang rekent) als islamisten die hem regelmatig doodsbedreigingen sturen en hem zelfs fysiek hebben aangevallen omdat hij ex-moslim is en openlijk kritiek levert op misstanden in de islam. Hij wil zich eveneens niet de les laten lezen door 'politiek correct links' en weigert om de term 'islamofobie' "ook maar één seconde" in de mond te nemen: "Dat concept wordt gebruikt om elke kritiek [op de islam] onmogelijk te maken en het echte debat te snoeren." Tevens bekritiseert hij cultuurrelativisme: "Ons land legt nadruk op etnisch-religieuze diversiteit en rechten, terwijl gelijkheid, burgerschap en transparantie op de tweede plaats komen. Het moest omgekeerd zijn." Volgens Touzani is de islam dringend aan een hervorming toe, zoals de Rooms-Katholieke Kerk met haar Tweede Vaticaans Concilie heeft gedaan, anders zal zij door haar 'starheid' verdwijnen.

## Voorstellingen
- 2002: One Human Show, eenmansshow, Théâtre de Poche (Brussel)[2]
- 2003: Gembloux ! À la recherche de l'armée oubliée, met Ben Hamidou en Sam Touzani, KVS en Avignon (over Marokkaanse soldaten tijdens de Eerste Wereldoorlog)[2]
- 2004: Les Discours du XXième siècle, Théâtre de Poche (Brussel)
- 2005: Contes érotico-urbains, van Thomas Gunzig, met Riton Liebman, Théâtre de Poche (Brussel)
- 2005: Ruben déballe tout !, eenmansshow
- 2005: Allah Super Star, van Yassir Ben Miloud, Théâtre de Poche (Brussel)[2]
- 2006: Le Rapport des enfants sur l’état du Monde, van Stanislas Cotton, Théâtre de la Balsamine
- 2006: Liberté égalité sexualité, eenmansshow van Bernard Breuse en Sam Touzani, KVS
- 2010: Mozaik, eenmansshow, avec Dhalia Pessemiers, Zuideperhuis, Antwerpen
- 2010: Ruben refait le monde, eenmansshow, Festival van Spa
- 2011: À portée de crachat, van Taher Najib, met Sam Touzani, Espace Senghor
- 2011: For the Beauty of Confusion, muzikaal spectakel, met Geike Arnaert, Le Botanique
- 2012: Peur de rien, eenmansshow, met Richard Ruben, Centre culturel de Woluwé
- 2014: Papier d’Arménie – Sans retour possible, van Caroline Safarian, met Sam Touzani, Espace Magh
- 2014: Rwanda mais avant et puis après, van Souâd Belhaddad, met Sam Touzani, Centre culturel de Schaerbeek
- 2014: Je suis Belge... mais ça ne se voit pas, met Richard Ruben, Théâtre du Forum, Festival van Avignon
- 2014: Les chaussures de Fadi of Les Souliers de Fadi, van Caroline Safarian, met Ben Hamidou, Espace Magh
- 2015: C’est ici que le jour se lève, van Sam Touzani en Rolland Westreich, Théâtre Le Public
- 2016: Les enfants de Dom Juan
- 2017: Liberté-Egalité-Identité, Théâtre Le Public[1]

## Filmografie

### Films
Speelfilms
- 1997: Le Bal masqué van Julien Vrebos: Nico
- 1999: Deuxième quinzaine de juillet van Christophe Reichert: M. Dehaan
- 2003: Et si... (vertige de la page blanche) van Raoul Ruiz: Pierre Marchand

Korte films en middellange films
- 1995: La Visite, korte film van Lilian Cornelis en Jean Baptiste Van Zeebroeck: Maxime
- 1996: Testament d'un macaque, middellange film van Jamel Mokni: Lakhdar
- 2004: Beaucoup de bruit van Ismaël Saidi: Sami
- 2005: Le Train van Luc Descamps: de passagier

### Televisie
- 1993: École d'enfer van Jacques Bourton: Mehdi
- 1994: La Veuve de l'architecte van Philippe Monnier: Pépo
- 1995: Tip Tap Show, televisiemusical van Pierre Baré, RTBF-Télé 2-TV5: de professor / Charlot
- 2001: Le Piège d'Oléa van Alain Robak: de brancardier
- 2001: La Torpille van Luc Boland: Gus, de rapper
- 2009: Chante !: Karim Brahi

Als presentator
- 1993: presentation van de thema-avond Étranges étrangers (Arte)
- 1993–1996: Luna Park (RTBF, TV5)
- 1994: live presentatie van het Fête de la musique in Dinant (RTBF)
- 1995: co-presentatie van L'Énigme de Cristal (RTBF, TV5)
- 1995: Basketmania (RTBF La Deux)
- 1997: co-presentatie van Complètement Télé (RTBF La Deux)
- 2003: Mille et une culture, portret van Sam Touzani (RTBF-TV5)
- 2004: La Bataille de Gembloux, de la réalité à la fiction (RTBF La Deux)
- 2006: La Malédiction de l’Anneau, serie over Tétralogie van Richard Wagner (RTBF)

## Eerbetoon
- Sabam-award voor Liberté-Egalité-Identité